# Antonio Roasio
Antonio Roasio (Vercelli, 6 novembre 1902 – Roma, 2 gennaio 1986) è stato un partigiano e politico italiano.

## Biografia
Nato da una famiglia di braccianti, a dodici anni iniziò a lavorare in un cotonificio del biellese.
Nel 1917 fu tra gli organizzatori del circolo giovanile del Partito Socialista Italiano a Biella e nel 1921 aderì al neonato Partito Comunista d'Italia. Terminato il servizio militare a Bologna, rientrò in Piemonte dove organizzò, nel 1926, il primo Congresso nazionale della Federazione giovanile comunista italiana.
In seguito a un pesante alterco con i datori di lavoro della Filatura Rivetti & Bertola, a causa di un aumento salariale pattuito ma non liquidato, Roasio venne licenziato. Alcuni giorni dopo, il 18 febbraio 1926, si presentò negli uffici dell'azienda tessile e uccise uno dei proprietari, Giovanni Rivetti, con due colpi di pistola.
Resosi immediatamente irreperibile, Roasio venne condannato a trent'anni di reclusione, ma riuscì a fuggire oltre frontiera, raggiungendo l'Unione Sovietica, dove frequentò la scuola di partito.
Nel 1936 venne inviato Spagna per partecipare alla Guerra civile nelle Brigate internazionali, divenendo commissario politico del Battaglione Garibaldi, comandato da Randolfo Pacciardi. Rimase gravemente ferito in combattimento e fu costretto a ritornare a Mosca.
Nel 1943 rientrò clandestinamente in Italia per organizzare il movimento della Resistenza e il 20 settembre dello stesso anno già figurava nel Comando generale della Brigate Garibaldi a Milano, con l'incarico di ispettore regionale per Lombardia, Piemonte e Liguria.
Estinta la condanna per l'omicidio commesso ventidue anni prima, per effetto dell'amnistia Togliatti, Roasio venne eletto nelle file del Partito Comunista Italiano alla Camera dei deputati nella I e II legislatura, e al Senato nella III e IV, dal 1948 al 1963.

## Pubblicazioni
- Figlio della classe operaia, Milano, Vangelista, 1977